# Marco Antonio Cretico
Marco Antonio Cretico (latino: Marcus Antonius Creticus; 115 a.C. – 71 a.C.) è stato un militare romano della Repubblica, padre del triumviro Marco Antonio.
Figlio di Marco Antonio Oratore e fratello di Gaio Antonio Ibrida, sposò prima Numitoria, da cui non ebbe figli, e poi Giulia Antonia, la cugina di Gaio Giulio Cesare, da cui ebbe tre figli, il triumviro Marco Antonio, Gaio Antonio (pretore nel 44 a.C.) e Lucio Antonio (console nel 41 e originatore del Bellum Perusinum) e una figlia, Antonia, poi diventata moglie di Publio Vatinio.
Nel 75 a.C. divenne pretore. Grazie all'appoggio di Publio Cornelio Cetego e del console Marco Aurelio Cotta, nel 74 a.C. gli fu conferito il comando della flotta e la giurisdizione su tutte le coste del Mar Mediterraneo, al fine di eliminare la minaccia costituita dai pirati a oriente e a occidente: in quegli anni la pirateria aveva raggiunto il livello più alto di organizzazione e di pericolosità e le loro navi avrebbero potuto sostenere Mitridate VI del Ponto nella contemporanea terza guerra mitridatica, come avevano già fatto nella prima (88-85 a.C.).
Antonio si dimostrò avaro, facendo uso del proprio potere per ottenere più denaro possibile dalle provincie sotto la sua autorità, colpendo in particolare la Sicilia; al tempo stesso, non riuscì nell'impresa per la quale gli era stato conferito un così importante incarico. Organizzò un attacco contro Creta, che si era schierata con i pirati, impegnando la flotta romana e quella degli alleati, ma venne sconfitto, avendo quasi tutte le navi affondate; pare che si sia salvato solo per mezzo di un vergognoso trattato.
Morì poco tempo dopo (71 a.C.) a Creta, e fu chiamato «Cretico».